# Titraustes

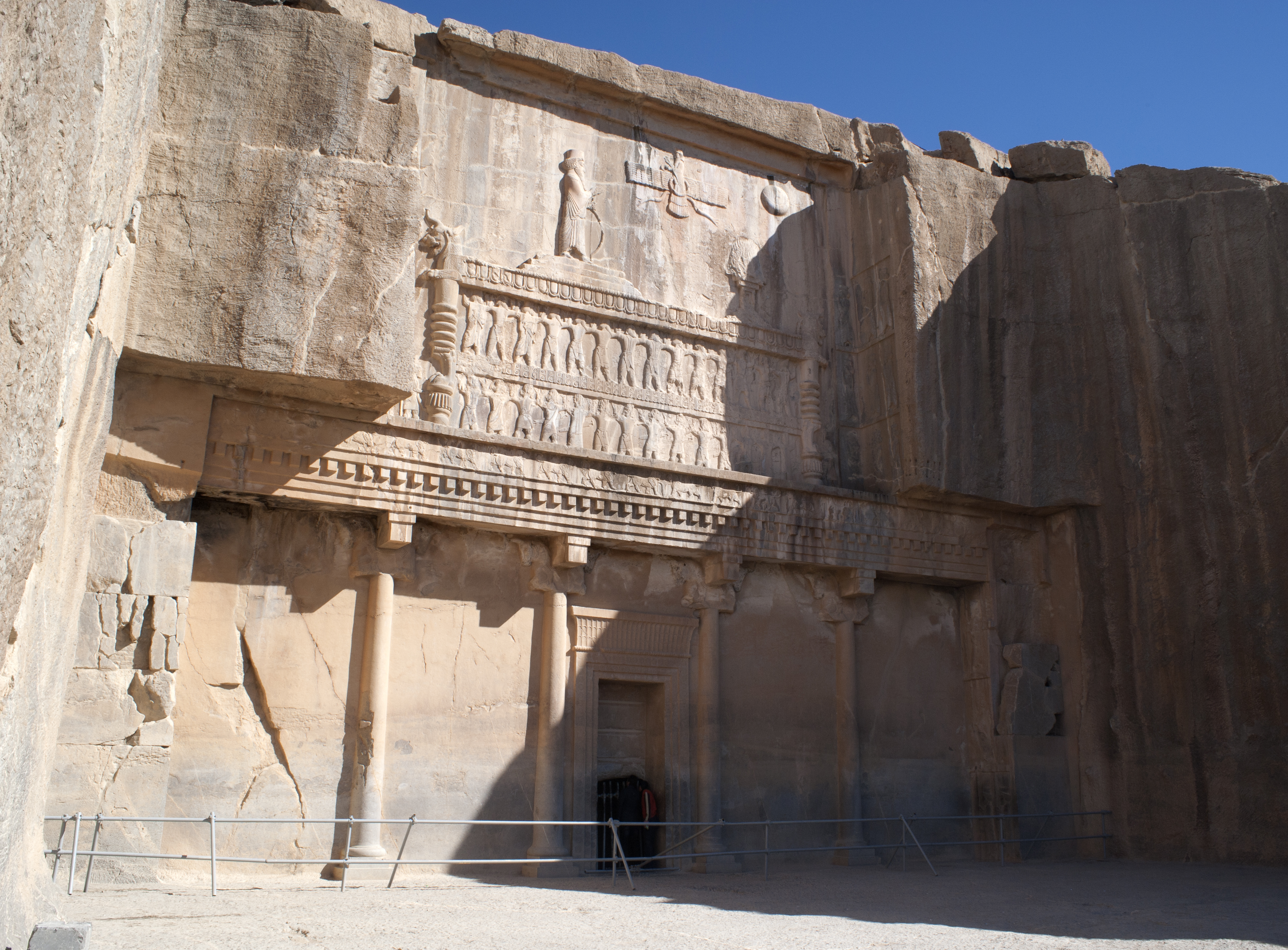
Tumba en Persépolis de Artajerjes II,
Gran Rey en época de Titraustes.

Titraustes (griego: Τιθραύστης) fue un sátrapa persa de Sardes, durante muchos años del siglo IV a. C. Debido a las escasa información histórica, se sabe muy poco sobre él y sus hechos. Fue enviado desde Susa para reemplazar a Tisafernes en 395 a. C., y tras arrestar a su predecesor, lo ejecutó.
Para eliminar la amenaza de su satrapía poseída por el ejército espartano de Agesilao II, Titraustes persuadió a Agesilao de marchar al norte a la satrapía de Farnabazo, y le proporcionó dinero. Tras este hecho, no hay rastro de más acciones de Tritraustes.
Jenofonte afirma que fue Titraustes quien despachó a Timócrates de Rodas a Grecia para estimular la oposición a Esparta, pero esto parece inverosímil por motivos cronológicos.